# طرخشقون ألتاوي
طرخشقون ألتاوي (الاسم العلمي:Taraxacum alatavicum) هو نوع من النباتات يتبع جنس الطرخشقون من الفصيلة النجمية. سمي هذا النوع نسبةً إلى جبال ألتاي.